# Plumaudan
Plumaudan är en kommun i departementet Côtes-d'Armor i regionen Bretagne i nordvästra Frankrike. Kommunen ligger i kantonen Caulnes som tillhör arrondissementet Dinan. År 2022 hade Plumaudan 1 403 invånare.

## Befolkningsutveckling
Antalet invånare i kommunen Plumaudan
Referens:INSEE